# 미야케 히로키
미야케 히로키(三宅弘城, 1968년 1월 14일 - )는 가나가와현 요코스카시 출신의 배우. 어른계획 소속.

## 출연

### 드라마
- TBS 《신부는 별 세개》 (2001)
- TBS 《키사라즈 캣츠아이》 (2002)
- TBS 《한밤중의 비》 (2002)
- TBS 《스탠드 업!!》 (2003)
- NHK 《바람의 검 신선조!》 (2004)
- 후지TV 《인간의 증명》 (2004)
- 후지TV 《우미자루 에볼루션》 (2004)

### 영화
- 《트릭 - 극장판》 (2002)
- 《키사라즈 캐츠아이》 (2003)
- 《1980》 (2003)
- 《전차남》 (2006. 09. 07.) - 타무라 역
- 《우미자루 2 - 리미트 오브 러브》 (2006)
- 《소년 메리켄사쿠》 (2008) - 영 역
- 《구부러져라! 스푼》 (2009) - 코야마 역
- 《중학생 마루야마》 (2013)
- 《영화 ST 적과 백의 수사파일》 (2015)

### 방송
- 《돈키호테》 (2011. 07. 09. ~ 2011.09.24.)
- 《극북 랩소디》 (2013. 03. 19. ~ 2013. 03. 20.)
- 《ST 경시청 과학 특수반》 (2013. 04. 10.)
- 《ST 적과 백의 수사파일》 (2014. 07. 16. ~ 2014. 09. 17.)
- 《의사들의 연애 사정》 (2015. 04. 09. ~ 2015. 06. 18.)
- 《아침이 온다》 (2015. 09. 28. ~ 2016. 04. 02.)
- 《세상에서 가장 어려운 사랑》 (2016. 04. 13. ~ 2016. 06. 15.)
- 《그・라・메! ~총리의 요리사~》 (2016. 07. 22. ~ 2016. 09. 09.)
- 《빼앗는 사랑, 겨울》 (2017. 01. 20. ~ 2017. 03. 03.)
- 《신으로부터 한마디-나니와 손님 상담실 이야기》 (2017. 06. 10. ~ )
- 《지금부터 당신을 협박합니다》 (2017. 10. 15. ~ 2017. 12. 17.) - 메구로 역
- 《요츠바 은행 하라시마 히로미가 외친다! ~이 여자에게 걸어라~》 (2019. 01. 21. ~ 2019. 03. 11.)
- 《사도》 (2019. 07. 19. ~ 2019. 10. 04.)
- 《감찰의 아사가오 2》 (2020. 11. 02. ~ 2021. 03. 22.)
- 《우리 집 이야기》 (2021. 01. 22. ~ 2021. 03. 26.)
- 《소하드라마 도쿠가와 ☆ 이에야스》 (2021. 04. 01. ~ 2021. 04. 22.)
- 《사도 2021》 (2021. 07. 09. ~ 2021. 09. 24.)
- 《감찰의 아사가오 2022 스페셜》 (2022. 09. 26. ~ )